# Yosuke Matsumoto
Yosuke Matsumoto (松本 陽介 Matsumoto Yosuke?), född 27 mars 1990 i Shizuoka prefektur, är en japansk före detta fotbollsspelare.
Matsumoto började sin karriär 2012 i Amitie SC. 2013 flyttade han till Giravanz Kitakyushu. Han avslutade karriären 2013.